# 阮有纘
阮有纘（越南语：／，？—？），越南阮朝官員，曾任河安总督。

## 生平
阮有纘的父親是從三品官員，1871年阮有纘以恩蔭補官從九品翰林院待詔。
成泰九年（1897年），阮廷封阮有纘為安壽男（越南语：／）。

## 家庭
- 女阮氏玉綉（Nguyễn Thị Ngọc Tú），適武光玡之子[2][3]
- 女阮氏環（Nguyễn Thị Hoàn），適高春育之子高春腔[6]